# Pere Torné i Esquius

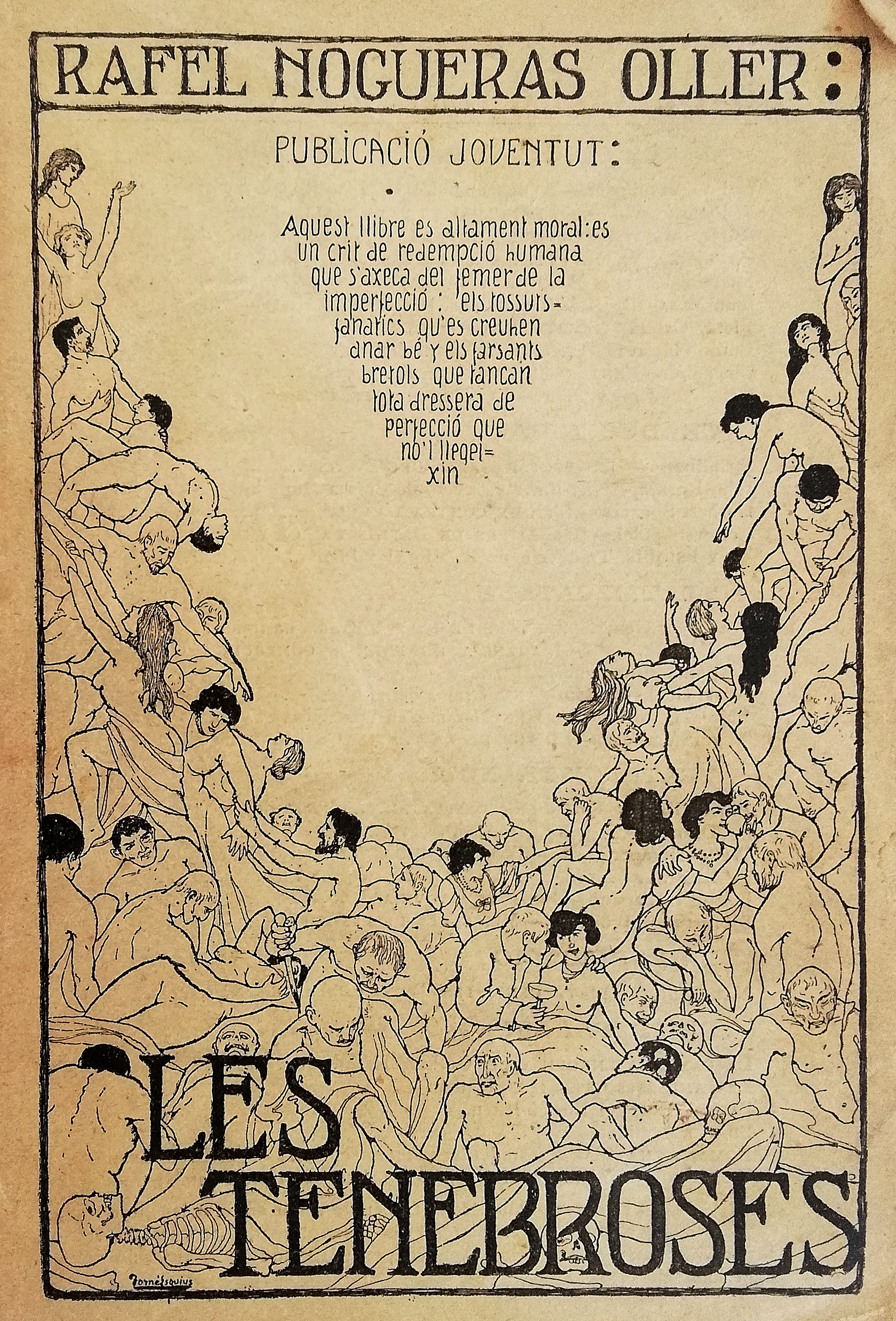
Coberta de Les Tenebroses, il·lustrada per Torné i Esquius. Llibre de Rafel Nogueras publicat a Barcelona l'any 1905

Pere Torné i Esquius (Sant Martí de Provençals, 11 de maig de 1879 - Flavacourt, Illa de França, 26 de maig de 1936) va ésser un dibuixant i pintor català.
Pintor i dibuixant, Pere Torné Esquius es va formar a l'escola Llotja de Barcelona, on va coincidir amb Picasso. El 1901, anà a Madrid quatre mesos, becat per la Diputació de Barcelona. El 1903 realitzà la seua primera exposició individual, a la Sala Parés. L'any 1905 es va instal·lar a París, on participaria en els Saló dels Humoristes i al Salon d'Automne, amb quadres de gènere i paisatges urbans. També va entrar en contacte amb els esperantistes de la ciutat. L'artista tornava regularment a Barcelona per exposar i va mantenir sempre el contacte amb la seva ciutat natal. El 1910 publicà el seu llibre més conegut, Dolços indrets de Catalunya, prologat per Joan Maragall. El 1913 i el 1916 exposà a les Galeries Dalmau. El 1918 il·lustrà una traducció de Josep Carner dels contes de Charles Perrault. Compaginà la pintura amb la il·lustració a diaris i revistes, activitat amb la qual es guanyava la vida, tant a Catalunya com sobretot a París. Col·laborà en publicacions franceses com Le Rire, Fantasio, La Vie parisienne o Le Courrier français, i a Catalunya amb Empori, Papitu o Jordi. Gràcies al contacte regular amb la ciutat i a les bones crítiques que rebia, el seu nom va ser molt conegut al món de l'art català, si bé després de la seva mort la seva obra va caure en l'oblit i, fins a dècades més tard, no se li dedicà cap exposició monogràfica.

Menjador, 1913, MNAC[3]

Torné Esquius no menà una carrera convencional, probablement per la seva personalitat, que el feu prendre una certa distància envers el món artístic. Es va formar en ple modernisme, tal com mostra la seva obra de primera època. Per diferents motius, la seva producció no encaixava del tot ni amb les propostes modernistes ni amb les noucentistes, encara que aquests darrers el consideraren un dels seus. La prova és el lloc d'honor que va ocupar en el llibre Els dolços indrets de Catalunya (1910), amb il·lustracions de Torné Esquius i pròleg de Joan Maragall. Els dibuixos aplegats en aquest llibre constitueixen una «traducció plàstica de la visió d'ordre, dins i fora de la casa, dels interiors senzills i endreçats» presents en les reflexions d'Eugeni d'Ors i Rovira.
Caracteritzat per un estil senzill i clar, sovint de temàtica adreçada al públic infantil, la seua obra com a il·lustrador és una de les més apreciades a Catalunya dins aquest gènere. A partir de les seves col·laboracions com a il·lustrador al món de la literatura per a infants (contes, llibres, material pedagògic divers) va construir una iconografia singular i molt personal de l'univers infantil, que li atorgà gran popularitat a la seva època.
El 2017 el Museu Nacional d'Art de Catalunya li dedicà una exposició temporal, «Torné Esquius. Poètica quotidiana», comissariada per Eduard Vallès i Elena Llorens. Fou la primera exposició monogràfica celebrada en un museu sobre l'obra de l'artista. L'exposició fou resultat d'una intensa tasca d'investigació i aplegà un total de 85 pintures i dibuixos, en gran part inèdits, així com un conjunt de llibres, revistes i material imprès. Les obres exposades són una selecció d'un total de 300 treballs de l'artista que es van poder referenciar gràcies a aquesta investigació.

## Obres destacades
Obres i il·lustracions de llibres destacades:
- 1905 - Portada de Les tenebroses de Rafael Nogueras Oller
- 1910 - Els dolços indrets de Catalunya
- 1911 - Verger de les galanies de Josep Carner.
- c. 1913 - La cambra trista, a la Biblioteca Museu Víctor Balaguer[5]